# Lesińce
Lesińce – część wsi Sianowo w Polsce, położona w województwie pomorskim, w powiecie kartuskim, w gminie Kartuzy.
W latach 1975–1998 Lesińce administracyjnie należały do województwa gdańskiego.